# Neolophonotus acrolophus
Neolophonotus acrolophus là một loài ruồi trong họ Asilidae. Neolophonotus acrolophus được Londt miêu tả năm 1988. Loài này phân bố ở vùng nhiệt đới châu Phi.